# Edmund Kowalski (poseł)
Edmund Kowalski (ur. 11 maja 1926 w Nakle nad Notecią, zm. 13 sierpnia 2005) – polski inżynier rolnictwa, poseł na Sejm PRL II i III kadencji.

## Życiorys
Uzyskał wykształcenie średnie, z zawodu inżynier rolnictwa. Pracował na stanowisku dyrektora Państwowego Ośrodka Maszynowego w Gryfinie. Wstąpił do Polskiej Zjednoczonej Partii Robotniczej, z jej ramienia pełnił funkcję zastępcy kierownika Wydziału Rolnictwa w prezydium Wojewódzkiej Rady Narodowej w Szczecinie. W 1957 i 1961 został wybierany na posła na Sejm PRL w okręgach kolejno Myślibórz i Stargard Szczeciński. Przez dwie kadencje pracował w Komisji Rolnictwa i Przemysłu Spożywczego, a w Sejmie II kadencji ponadto w Komisji Nadzwyczajnej Ziem Zachodnich.
Pochowany 18 sierpnia 2005 na cmentarzu Centralnym w Szczecinie.